# Seguiers Steinbrech
Seguiers Steinbrech (Saxifraga seguieri) ist eine Pflanzenart aus der Gattung Steinbrech (Saxifraga) in der Familie der Steinbrechgewächse (Saxifragaceae).
Sie ist benannt nach dem französischen Naturforscher Jean François Séguier (1703–1784), der Südtirol bereiste und diesen Steinbrech als Saxifraga alpina minima, foliis ligulatis in orbem circumactis, flore ochroleuco beschrieb.

## Beschreibung

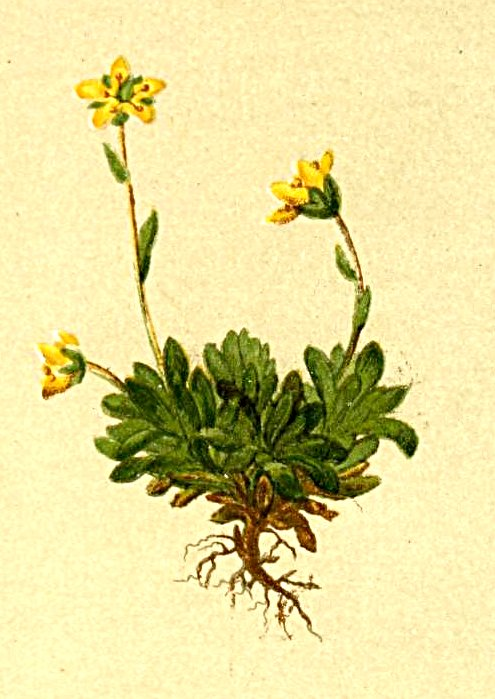
Seguiers Steinbrech (Saxifraga seguieri), Illustration

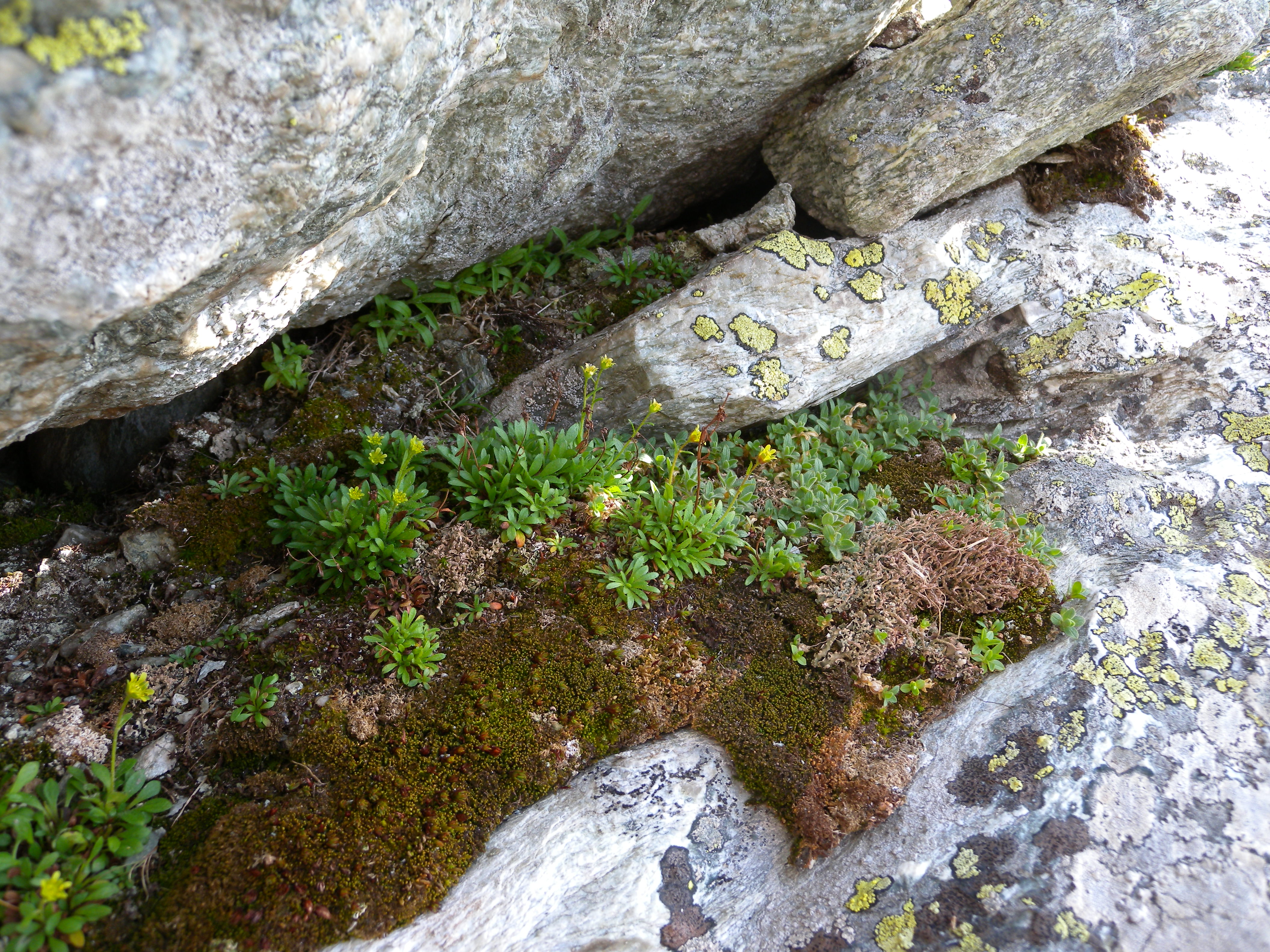
Seguiers Steinbrech bei Arolla in Kanton Wallis

### Vegetative Merkmale
Seguiers Steinbrech ist eine ausdauernde Pflanze, die Wuchshöhen von 2 bis 6 Zentimeter erreicht. Sie wächst in Rasen oder flachen Polstern. Die Rosettenblätter sind 5 bis 30 Millimeter lang, 1 bis 4 Millimeter breit, lanzettlich bis spatelförmig, dunkelgrün, ganzrandig und überall dicht mit Drüsen bedeckt. Sie sind allmählich in den langen, breit geflügelten Blattstiel verschmälert. Die Flächen verkahlen oft. Abgestorbene Blätter haben eine braune Farbe. Am Stängel befinden sich 0 bis 2 kurze wechselständige, länglich lanzettliche, ungestielte Blätter.

### Generative Merkmale
Blütezeit ist von Juli bis August. Die Blüten sind kurz gestielt, meist einzeln oder zu zwei bei drei. Die 5 Kelchzipfel sind eiförmig, stumpflich und 1,8 bis 2 Millimeter lang. Die Kronblätter sind länglich-eiförmig, abgerundet, gelblich und dreinervig. Sie sind ungefähr so lang wie die Kelchzipfel oder nur wenig länger.  Die Staubblätter haben die Länge der Kelchzipfel. Der Fruchtknoten ist fast ganz unterständig.
Die Art hat die Chromosomenzahl 2n = 66.

## Vorkommen
Seguiers Steinbrech kommt von den Grajischen Alpen bis zu den Dolomiten subalpin bis alpin auf durchfeuchteten, feinen silikatischen und kalkigen Rohschutt vor und in Schneetälchen in Höhenlagen von 1400 bis 3300 Meter. Er ist meist sehr häufig. Er hat Vorkommen in Frankreich, Italien, in der Schweiz und in Österreich. Er fehlt in Deutschland.
Er ist eine Charakterart des Luzuletum alpinopilosi aus dem Verband Salicion herbaceae. Er wächst im Wallis zwischen 2200 und 3250 Meter, im Tessin zwischen 2000 und 3150 Meter, in Graubünden zwischen 2060 und 3300 Meter, in Westtirol zwischen 2100 und 3200 Meter Meereshöhe. Am Piz Linard erreicht er 3300 Meter und am Mont Vélan 3700 Meter Meereshöhe.
Die ökologischen Zeigerwerte nach Landolt & al. 2010 sind in der Schweiz: Feuchtezahl F = 4 (sehr feucht), Lichtzahl L = 5 (sehr hell), Reaktionszahl R = 2 (sauer), Temperaturzahl T = 1 (alpin und nival), Nährstoffzahl N = 2 (nährstoffarm), Kontinentalitätszahl K = 2 (subozeanisch).

## Ökologie
Bestäuber sind Fliegen. An Seguiers Steinbrech treten gelegentlich die Rostpilze Puccinia saxifragae oder Caeoma saxifragae auf.

## Taxonomie
Seguiers Steinbrech wurde 1807 von Kurt Sprengel in Mantissa prima Florae Halensis: addita novarum plantarum centuria, S. 40 erstbeschrieben. Sprengel schrieb dort, er wachse am Monte Baldo und im Gebiet von Verona.